# Trypes
Trypes (en grec: Τρύπες 'forats') va ser un grup de rock molt influent a la Grècia originària de Tessalònica. Gianis Aggelakas va ser el seu vocalista, qui donà a les cançons un característic registre de veu. El grup mesclava música post-punk, rock alternatiu i experimental. Alguns àlbums seus, com Enia pliromena tragoudia i Kefali gemato chrysafi, són considerats obres mestres de la discografia rock grega.

## Història
Trýpes fou creada l'any 1983 quan Giorgos Karras i Giannis Aggelakas van escriure la seva primera música de gènere post-punk.
Michalis Kanatidis (guitarrista) i Kostas Floroskoufis (bateria) els van acompanyar en la seva primera aparició. El 1984 Babis Papadopoulos substituí Michalis com a guitarrista i el 1985 gravaren el seu primer àlbum, Trýpes, al qual van incloure el seu primer "hit", "Ταξιδιάρα Ψυχή" (Taksidiara Psichi) per als Ano-Kato Records. L'àlbum vingué seguit de diverses actuacions en directe al club "Selini", el campus de la universitat de Tessalònica. Kostas Floroskoufis va ser substituït aviat per Giorgos Tolios. Els concerts es feren al "Rodeo club" d'Atenes i a un amfiteatre obert de Lykavittos, on varen fer de teloners en un acte de Dimitris Poulokakos.
Mentrestant, la relació professional del grup amb Ana-Kato Regords es tornava una mica agra. Van decidir actuar per separat i amb diners prestats el grup gravà el seu segon disc "Πάρτυ στο 13ο όροφο" (Party sto dekato trito orofo), que va ser publicat pels Virgin Records. L'àlbum va tenir molt d'èxit i va estar al Top five dels millors àlbums de rock de tots els temps de Grècia l'any 2006.
El 1990 varen realitzar el seu tercer àlbum "Τρύπες στον Παράδεισο" (Trypes ston paradiso) i també varen dur a terme el seu primer concert fora de Grècia a Belfort, França. Més endavant, el guitarrista Asklipios Zambetas s'uní al grup.
El quart àlbum, titulat "9 Πληρωμένα τραγούδια" (9 Pliromena tragoudia), es va fer l'any 1993. Una actuació a Lykavittos reuní uns 10.000 espectadors.
El 1994 realitzaren un doble àlbum amb actuacions en directe anomenat "Κράτα το Σώου μαϊμού" (Krata to show maimou) amb gravacions de quatre concerts al "Rodon club" i cinc actuacions més. Ambdós àlbums, juntament amb el soundtrack de la pel·lícula Hepohi ton dolofonon, tingueren moltes vendes. Els concerts de l'any 1995 foren venuts per tota Grècia, tant a Tesalònica (Mylos club) com a Atenes (Rodon club), i també arribaren a Anglaterra i a Manchester.
El cinquè àlbum fou "Κεφάλι γεμάτο χρυσάφι" (Kefali gemato chrysafi) fet el 1996,i fou un èxit comercial. El darrer àlbum de Trýpes, realitzat l'any 1999, va ser titulat "Μέσα στη νύχτα των άλλων" (Mesa sti nychta ton allon). El grup anuncià la seva separació poc després de realitzar l'àlbum. Tots els integrants iniciaren la seva carrera en solitari. Giannis Agelakkas es va convertir en el vocalista amb més renom de Grècia.

## Discografia
- Trypes (1985)
- Party sto 13o orofo (1987)
- Trypes ston paradeiso (1990)
- Enia pliromena tragoudia (1993)
- Krata to show maimou (1994)
- Kefali gemato chrisafi (1996)
- Mesa sti nihta ton allon (1999)

## Membres
| - Giannis Aggelakas - Veu (1983-2001) - Giorgos Karras - baix elèctric (1983-2001) - Babis Papadopoulos - Guitarra (1984-2001) - Giorgos Tolios - Bateria (1986-2001) - Asklipios Zabetas - Guitarra (1991-2001) | Membres passats - Michalis Kanatidis - Guitarra (1983-1984) - Kostas Floroskoufis - Bateria (1983-1986) Membres eventuals - Floros Floridis - Saxofon - Giorgos Christianakis - Synthesizer |